# A békakirály (mese)

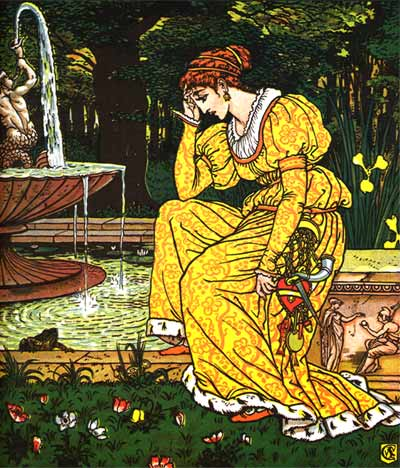
A békakirály és királylány

A békakirály meséje német bélyegen

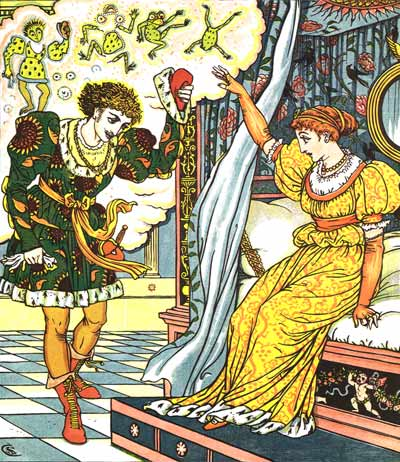
Az átváltozás után

A békakirály vagy Békakirály és Vashenrik vagy Békakirály és Vasabroncsos Henrik (németül: Der Froschkönig oder der eiserne Heinrich) egy európai népmese, melynek leghíresebb változatát a Grimm fivérek jegyezték le és jelentették meg 1812-ben a Gyermek- és családi mesék című gyűjteményükben. A gyűjtemény ezzel a mesével nyit.

## Történet
|  | Alább a cselekmény részletei következnek! |

Egy királylány egy napon kedvenc játékával, egy aranygolyóval az erdőben lévő forrásnál játszik. De egyszer a golyó véletlenül beleesik a vízbe. Megjelenik egy csúf béka, aki megígéri a szomorú királylánynak, hogy felhozza a golyót, de cserébe a lánynak a pajtásává kell fogadnia a kis békát, az asztalához kell vinnie és ott a saját tányérát és poharát megosztania vele, végül pedig az ágyába kell fektetnie. A hercegnő megígéri, de amint a béka felhozza a golyót és a lány megkapja gyorsan hazaszalad. Este a béka felkeresi a királylányt, aki nem akarja őt fogadni, de apja a király ráparancsol: az ígéretét be kell tartania. A lány kénytelen betartani az ígéretét. Amikor a hálószobájába viszi a békát dühében a falhoz vágja, ekkor a béka szép királyfivá változik. Elmondja a lánynak, hogy egy boszorkány elátkozta, és csak a királylány volt képes őt megszabadítani az átoktól. Egymásba szeretnek, majd rövidesen összeházasodnak. A hintót a királyfi szolgája: Henrik vezeti. Henrik, mert ura békává változott vasból egy nagy pántot csinált és azt a mellkasán horda, nehogy a szíve megszakadjon, ez a pánt az úton lassan lepattan a mellkasáról.
|  | Itt a vége a cselekmény részletezésének! |

## Valódi befejezés
Sokan úgy tudják, a herceg egy csók miatt változik vissza, de valójában a királylány falhoz dobja a békát, és ekkor nyeri vissza régi alakját.

## Feldolgozások
A mesét rengetegszer dolgozták fel, az egyik legismertebb adaptáció A hercegnő és a béka című 2009-es Disney animációs film. Továbbá a béka alak motívumát sok más műben is meg lehet találni, mint például Harold király alakja a Shrek 2. és Harmadik Shrek című filmekben.

## Változatok
Rengeteg népmesében fellelhető a béka testbe zárt ember, sok esetben nem férfi, hanem női alak van elvarázsolva, például A béka királykisasszony című orosz népmesében.